# Die Zukunft hat Geburtstag – 100 Jahre Automobil
Die Zukunft hat Geburtstag – 100 Jahre Automobil war eine am 29. Januar 1986 anlässlich des 100-jährigen Jubiläums der Patentanmeldung des Patent-Motorwagens Nummer 1 durch Carl Benz ausgestrahlte Fernsehshow.
Ursprünglich war die Veranstaltung als Feierlichkeit von Daimler-Benz geplant. Der Fernsehproduzent Michael Pfleghar (Wünsch Dir was, Klimbim) wurde mit der Konzeption beauftragt und entwarf ein „multimediales Spektakel“ mit einer Autoparade auf der Bühne und einem eingespielten Spielfilm. Aus Kostengründen sollte die Veranstaltung vom Südfunk Stuttgart unter der Leitung von Pfleghar als Fernsehshow umgesetzt und anschließend weltweit vermarktet werden.
Die bis dahin teuerste Showproduktion im deutschen Fernsehen erntete vernichtende Kritiken.

## Produktion
Das Budget der Produktion belief sich auf 20 Millionen DM und wurde zu 50 % von der norwegischen Bergen Bank, zu 15 % von Pfleghar und zum Rest von mehreren norwegischen Investoren finanziert. Von den Kosten übernahm Daimler-Benz später 6 Millionen DM, der restliche Betrag sollte durch die internationale Vermarktung und Lizenzprodukte wie Spielwaren zum Computerauto Centomobil und eine Buchproduktion mit Oldtimerfotos wieder eingespielt werden. Mit deutlich über 100.000 DM pro Sendeminute war die Show die damals teuerste im deutschen Fernsehen.
Die Suche nach Investoren hatte jedoch viel Zeit in Anspruch genommen, so dass die eigentliche Produktion erst im Oktober 1985 startete, nach Pfleghars späterer Einschätzung zu spät. Dennoch wurde das Konzept im vollen Umfang umgesetzt.
Den Auftakt für die Show sollte eine Parade von Oldtimern und gegenwärtigen Automodellen (Auto-Corso der Nationen) bilden, die von Prominenten über die Bühne gefahren und dabei von Tänzerinnen begleitet werden sollten. Pfleghar sammelte dafür auf der ganzen Welt rund 400 Exemplare verschiedener Hersteller zusammen, wobei sich die Zusammenarbeit mit anderen Herstellern, die sich an der vermuteten PR-Aktion für Mercedes-Benz nicht beteiligen wollten, als schwierig erwies.
Michael Pfleghars damalige Ehefrau Wencke Myhre beklagte sich über die Produktionsbedingungen: „Die Autobosse, Sponsoren der Sendung, haben meinem Mann erst in alles hineingeredet. Da gab es kaum zu bewältigende Auflagen, die mein Mann berücksichtigen mußte. Dann haben sie ihn allein gelassen. Die Verantwortlichen hielten abgesprochene Termine nicht ein, kümmerten sich nicht mehr um den Ablauf der Show, sondern erteilten nur noch telefonisch ihre Anweisungen.“

## Einspielfilm
Umrahmt von den Showelementen der Veranstaltung sollte dem Publikum in der Halle und den Fernsehzuschauern ein Spielfilm präsentiert werden, für den Michael Pfleghar ebenfalls die Produktion und die Regie übernahm, und der alleine rund 10 Millionen DM des Budgets verschlang. Das Drehbuch schrieb der Amerikaner Marc Princi, Pfleghar ließ es unter anderen von dem Schriftsteller Martin Walser absegnen.
Die Hauptdarsteller Niki Lauda und Ross Harris reisen in dem Film mit dem gläsernen Computerauto Centomobil durch die Zeit, um die Geschichte des Automobils nachzuvollziehen. In Nebenrollen sind u. a. Michael Degen, Franziska Walser, Werner Kreindl, Heinz Weiss und Peter Chatel zu sehen.
Um den Film besser international vermarkten zu können, wurde er in fünf Ländern, darunter Italien, Frankreich und den USA, in englischer Sprache gedreht. Die somit für den deutschen Markt erforderliche Synchronisation scheiterte im ersten Anlauf, der Auftrag musste an ein anderes Tonstudio neu vergeben werden, und erst vier Stunden vor Sendebeginn lag die endgültige Tonfassung vor. Myhres Angaben zufolge konnte der Film den Auftraggebern nicht vorab vorgeführt werden: „er konnte erst in letzter Minute geschnitten werden, weil der Südfunk Stuttgart nicht rechtzeitig Schneideräume zur Verfügung stellte.“
Im Anschluss an die Erstausstrahlung sollte der Film für den internationalen Markt umgeschnitten werden. Eine Neufassung des Films wurde auch deutschen Fernsehsendern wieder angeboten.
Der 1987 ins amerikanische Fernsehen gebrachte Film Top Kids von Michael Pfleghar (später in Deutschland als VHS-Video S.A.M. – Reise durch die Zeit erschienen) basiert auf dem für diesen Film gedrehten Material. Neben den genannten Schauspielern spielen dort u. a. Anthony Ko, Scott Nemes, Jared Rushton, Jacques Perrin (als Émile Levassor), Cyrielle Clair (als Louise Sarazin), Fabio Testi (als Giovanni Agnelli), Joëlle Miquel (als Mercédès Jellinek) und José Carreras (als Enrico Caruso).

## Sendung
Die Veranstaltung fand am Mittwochabend, dem 29. Januar 1986 in der Stuttgarter Hanns-Martin-Schleyer-Halle vor 4000 geladenen Gästen statt und wurde als Eurovisionssendung von ARD, ORF und DRS live übertragen.
Die Eröffnungsrede hielt Bundespräsident Richard von Weizsäcker. Die Moderation des Abends übernahm Hansjörg Felmy, während des Autocorsos zu Beginn der Show unterstützt durch Niki Lauda. Zur musikalischen Untermalung des Abends trugen unter anderen Karel Gott und Wencke Myhre bei.
Etwa eine Stunde nach Beginn der Show wurde dem Publikum der 80-minütige Spielfilm präsentiert. Die Sendezeit für die gesamte Sendung war ursprünglich auf 105 Minuten festgelegt, wurde aber letztlich um rund eine Stunde überzogen. Das Schweizer und das österreichische Fernsehen brachen die Übertragung im Verlauf der Veranstaltung vorzeitig ab. Eine halbe Stunde vor dem Ende der Sendung ließ Richard von Weizsäcker den neben ihm in der ersten Publikumsreihe sitzenden Daimler-Benz-Vorstandsvorsitzenden Werner Breitschwerdt wissen, dass er gehen werde, wenn die Sendung nicht umgehend zu Ende sei. Breitschwerdt versuchte daraufhin erfolglos, die Sendung zu stoppen.
Die ARD verzögerte die für den Anschluss an die Sendung geplante Tagesthemen-Liveschaltung zu Korrespondent Fritz Pleitgen vom Kennedy Space Center anlässlich des Challenger-Unglücks vom Vortag, obwohl die Satellitenverbindung bereits gebucht war.
Bei der ARD erreichte die Sendung mit rund 11,7 Millionen Zuschauern eine Einschaltquote von 33 %.

## Rezeption
Die Sendung fand bei Kritikern, Gästen, Automobilunternehmen und Funktionsträgern des öffentlich-rechtlichen Fernsehens keinen Gefallen.
Günter Stiller vom Hamburger Abendblatt nannte sie eine „Tragödie“ und bemängelte vor allem den Film, der „überhaupt nicht vom Fleck“ kam und in dem Lauda „während der quälenden 80 Tatminuten nichts als ein eingefrorenes Indianergesicht“ gezeigt habe. Es habe sich um die „Verbreitung tödlicher Langeweile“ gehandelt. Auch das Publikum im Saal sei unruhig gewesen und habe sich über die „nervtötende“ Vorführung beklagt. Simon Philip, ebenfalls vom Abendblatt, sah „einige hübsche Szenen“ im Film und „als Augen-Schmaus viele fesche flotte Oldtimer“, aber auch „Peinliches“, eine überinszenierte Show und insgesamt ein „etwas mühsames Vergnügen“.
Der Spiegel kam zu der Wertung, dass an jenem Tag „über zwei furchtbare Dinge in der Welt zu berichten [war]: die Stuttgarter Show und die Explosion des Space-Shuttles ‚Challenger‘“. Die FAZ nannte den Film eine „haarsträubend dümmliche Automobilgeschichte“. Die Zeit wunderte sich angesichts des Budgets über „zweieinhalb Stunden Folter“ und musste „hilflos zusehen, wie des freundlichen Mannes [Richard von Weizsäckers] Gesicht, vom Schmerz gefurcht, zusehends versteinerte“. Benedikt Erenz von derselben Zeitung nannte die Sendung später einen „Terroranschlag [bei dem] Beethovens Hymnus an die Freude (an die Freiheit) zur Konsumfanfare verstümmelt wurde“.
BMW-Vertriebschef Eberhard von Koerber fand, der „grauenhafte Tingeltangel“ belege, dass man „Geschmack und Stil eben nicht kaufen kann wie die AEG“. Helmut Werner von Continental fand die Sendung „so platt, das paßte unter den Teppich.“ Bei Daimler-Benz sollen personelle Konsequenzen gezogen worden sein. Der Unternehmensberater Herbert Henzler (der selbst befand, die Sendung habe gewirkt, als sei nicht geprobt worden) erinnert sich daran, dass der Daimler-Aufsichtsratsvorsitzende Alfred Herrhausen „ziemlich wütend über die Jubiläumsfeier“ gewesen sei und nimmt an, dass der „Reinfall zum Jubiläum […] der Anfang vom Ende des Vorstandsvorsitzenden Breitschwerdt“ war.
Auch auf einer Sitzung der ARD-Intendanten wollte man nach Zuschauerprotesten über mögliche personelle Konsequenzen diskutieren, vor allem aber über „Sponsorwerbung“ im Allgemeinen und über die Korrektheit des Vorgehens, dass „die Showsendung wie ein Fußballspiel behandelt worden ist“ und der Sender inhaltlich nicht eingegriffen habe. Der Intendant des Süddeutschen Rundfunks, Hans Bausch hielt die Sendung zwar für missglückt, wies dort aber Vorwürfe, dass Normen des Rundfunksystems verletzt worden seien, von sich, da die Verantwortung über das Programm und dessen Finanzierung bei Pfleghar gelegen habe.
Der Chefredakteur des Bayerischen Rundfunks, Wolf Feller hielt die Sendung für „einen Skandal“, Heiko Engelkes vom Norddeutschen Rundfunk schämte sich „als Journalist für die gesamte ARD“.
Wencke Myhre verteidigte das Werk ihres Ehemanns Michael Pfleghar: „Ihn trifft keine Schuld. Das Publikum in Stuttgart war eines der steifsten, das ich in meiner Karriere erlebt habe!“ Er selbst hob die internationalen Reaktionen auf die Sendung hervor, wonach die italienischen Abendnachrichten einen fünfminütigen Ausschnitt gezeigt haben und es in der Zeitung La Repubblica „Bravo bene Benz“ geheißen habe, weil das Werk nicht Daimler-Benz, sondern die Autowelt schlechthin gefeiert habe.
In einer Umfrage des Medientelegramms von Hans R. Beierlein unter mehreren Fernsehkritikern wurde Die Zukunft hat Geburtstag 1987 zur zweitschlechtesten Fernsehsendung des Jahres 1986 (nach Karl Schneltings Probe aufs Exempel) gewählt.

## Rahmenprogramm
Unabhängig von der Fernsehsendung wurde das Jubiläum von Carl Benz’ Erfindung von Daimler-Benz mit weiteren Veranstaltungen unter dem Motto 100 Jahre Automobil gefeiert, darunter ein Empfang der Landesregierung um Lothar Späth im Stuttgarter Neuen Schloss mit anschließender Gala in der Oper und die von Bundeskanzler Helmut Kohl begleitete Ausstellung Welt mobil auf dem Killesberg. Letztere wurde ebenfalls am 29. Januar 1986 eröffnet und fand mehr Zuspruch als die Fernsehsendung (Günter Stiller, Hamburger Abendblatt: „ein Triumph für den noblen Mercedes-Stern und eine Big Show wie von Cecil B. DeMille“).
Zudem erbrachte der Konzern Bonuszahlungen an Aktionäre und Mitarbeiter und gründete im selben Jahr die Daimler und Benz Stiftung zur „Förderung der Wissenschaft“ und „Erforschung der Wechselbeziehungen zwischen Mensch, Umwelt und Technik“.